# Gustav Friedrich Hetsch

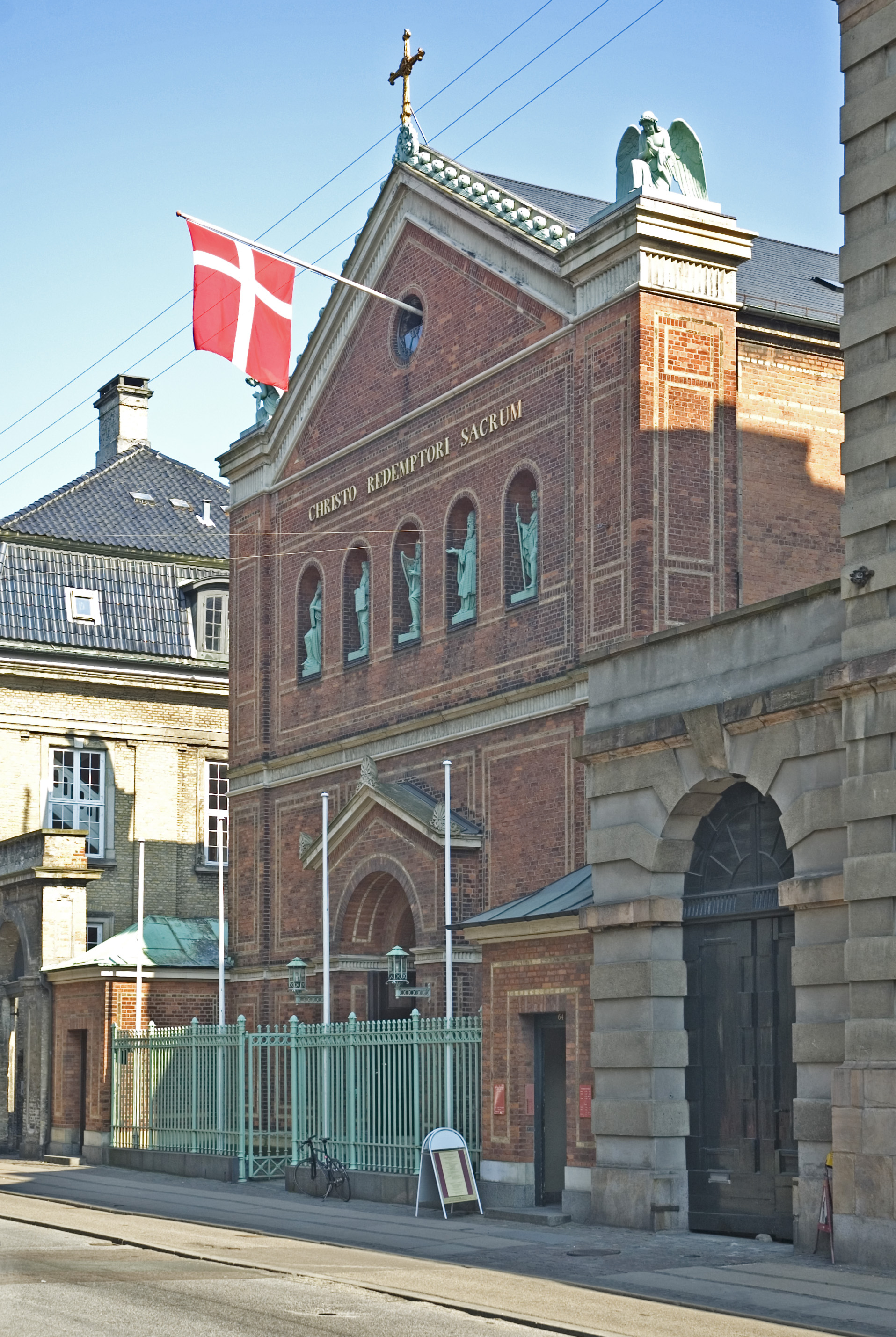
Katolska kyrkan på Bredgade i Köpenhamn (Sankt Ansgar Kirke) ritad av Hetsch i början av 1840-talet.

Gustav Friedrich (von) Hetsch, född 28 augusti 1788 i Stuttgart, död 7 september 1864 i Köpenhamn, var en i Danmark verksam arkitekt. Han var son till konstnären Philipp Friedrich von Hetsch, far till konstnären Christian Hetsch och farfar till musikkritikern Gustav Hetsch.
Hetsch studerade arkitektur i Paris för arkitekterna Charles Percier och Louis-Hippolyte Lebas. År 1812 reste han till Italien, där han träffade den danske arkitekten Peder Malling. År 1815 kom Hetsch med Malling till Köpenhamn för att bli lärare vid Kunstakademiets Arkitektskole, från 1835 professor. Hetsch arbetade för C.F. Hansen med utsmyckningarna av Christiansborgs slott. Han utformade dessutom möbler och dekorationer till Kristian VIII:s palats på Amalienborg. 
Hetsch anses ha haft stort inflytande över den danska arkitekturen och konsthantverket, men utförde relativt få verk som praktiserande arkitekt. Han ritade synagogan på Krystalgade (1833) och Sankt Ansgars kyrka på Bredgade (1842), några privathus på St. Anne Plads och Bredgade i Köpenhamn samt ett par herrgårdar. Han var påverkad av den tyske arkitekten Karl Friedrich Schinkel och representerar en senklassicistisk arkitektur med inspiration från den grekiska och romerska antiken.

## Utmärkelser
- Riddare av Dannebrogorden,  1836[6]
- Dannebrogsmännens hederstecken,  1840[6]

[Redigera Wikidata]